# Le Vertige (film, 1935)
Pour les articles homonymes, voir Vertige (homonymie).
Pour plus de détails, voir Fiche technique et Distribution.
Le Vertige est un film français réalisé par Paul Schiller, sorti en 1935.

## Synopsis
Le Général Makaïloff et sa jeune épouse Natacha ont fui la révolution russe de 1917 et se sont réfugiés à Paris. La vie de Natacha a connu une tragédie : elle a été contrainte d'épouser le Général, alors qu'il a tué l'homme qu'elle aimait. En France, une nouvelle vie va cependant s'esquisser pour elle.

## Fiche technique
- titre : Le Vertige
- Réalisation : Paul Schiller
- Scénario : Paul Fékété, René Guissart, d'après la pièce de Charles Méré
- Photographie : André Dantan[1], Enzo Riccioni
- Décors : René Renoux
- Production : Fred Bacos
- Société de production : Fox Film
- Pays de production :  France
- Format : Noir et blanc - 1,37:1 - 35 mm - Son mono
- Genre :  Film dramatique
- Date de sortie : 
  - France : 21 février 1935

## Distribution
- Alice Field : Natacha Mikaïlovna
- André Burgère : Henri de Cassel
- Arletty : Emma
- Micheline Bernard : l'arpète
- Rachel Devirys : la princesse Koupiska
- Andrews Engelmann : Petrov
- René Génin : le deuxième valet
- Pierre Moreno : le premier valet
- Paul Pauley : Charançon
- Jean Toulout : Général Mikailoff
- Pierre Piérade :